# يوهانس يانسن
يوهانس يانسن Johannes Janssen (ولد عام 1829 في إكسانتن – ومات عام 1891 في فرانكفورت) هو مؤرخ ألماني.
درس اللاهوت في مونستر ولوفن، ثم تحول في عام 1851 إلى دراسة علوم التاريخ، حيث درس في بون، وحصل على درجة الدكتوراه حول الأسقف فيبالد فون شتابلو وكورفري.

## روابط خارجية
- يوهانس يانسن على موقع الموسوعة البريطانية (الإنجليزية)